# Мериибра Хети
Мериибра Хети (II) — фараон Древнего Египта, правивший приблизительно в 2185—2173 годах до н. э., из IX (Гераклеопольской) династии.

## Правление

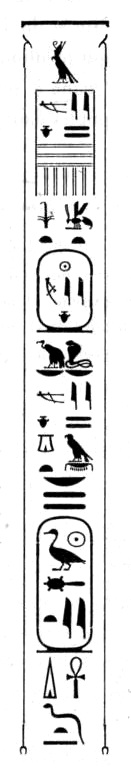
Прорисовка надписи с посоха из эбенового дерева, содержащая царскую титулатуру Мериибра Хети

Мериибра тождественен Меуресу у Эратосфена, который называет его вторым правителем IX (Гераклеопольской) династии и сообщает, что он правил 12 лет. Слово мери позднее превратилось в ми, Ми-иб-ра является близкой по звучанию интерпретацией имени Ме-у-ре(с), где у передавалось через ипсилон.
Один из гераклеопольских царей, чьё имя не сохранилось, написал своему сыну Мерикара послание, полное советов и поучений. В нём он упомянул покойного царя Мер…ра, должно быть, Мериибра. Имя этого царя найдено на скалах Асуана, где добывался знаменитый розовый гранит. Данный факт свидетельствует о том, что южный вассал фараона — царь Фив Уаханх Иниотеф — не пытался помешать такой работе. В этой связи следует обратить внимание на утверждение автора «Поучения», который, вероятно, являлся следующим царём, что гранит можно было добывать здесь и в его время. В Асьюте было обнаружено ажурный бронзовый поднос или жаровня с его именем, в настоящее время хранящееся в Лувре. В Меире был найден посох из эбенового дерева с его именем, ныне хранится в Каирском музее (JE 42835). Известны также два или три скарабея с его именем. Благодаря этим находкам царская титулатура Мериибра является наиболее полной среди известных фараонов данного периода. Дошедшие до нас предметы искусно сделаны и демонстрируют мастерство унаследованное от времён VI династии.

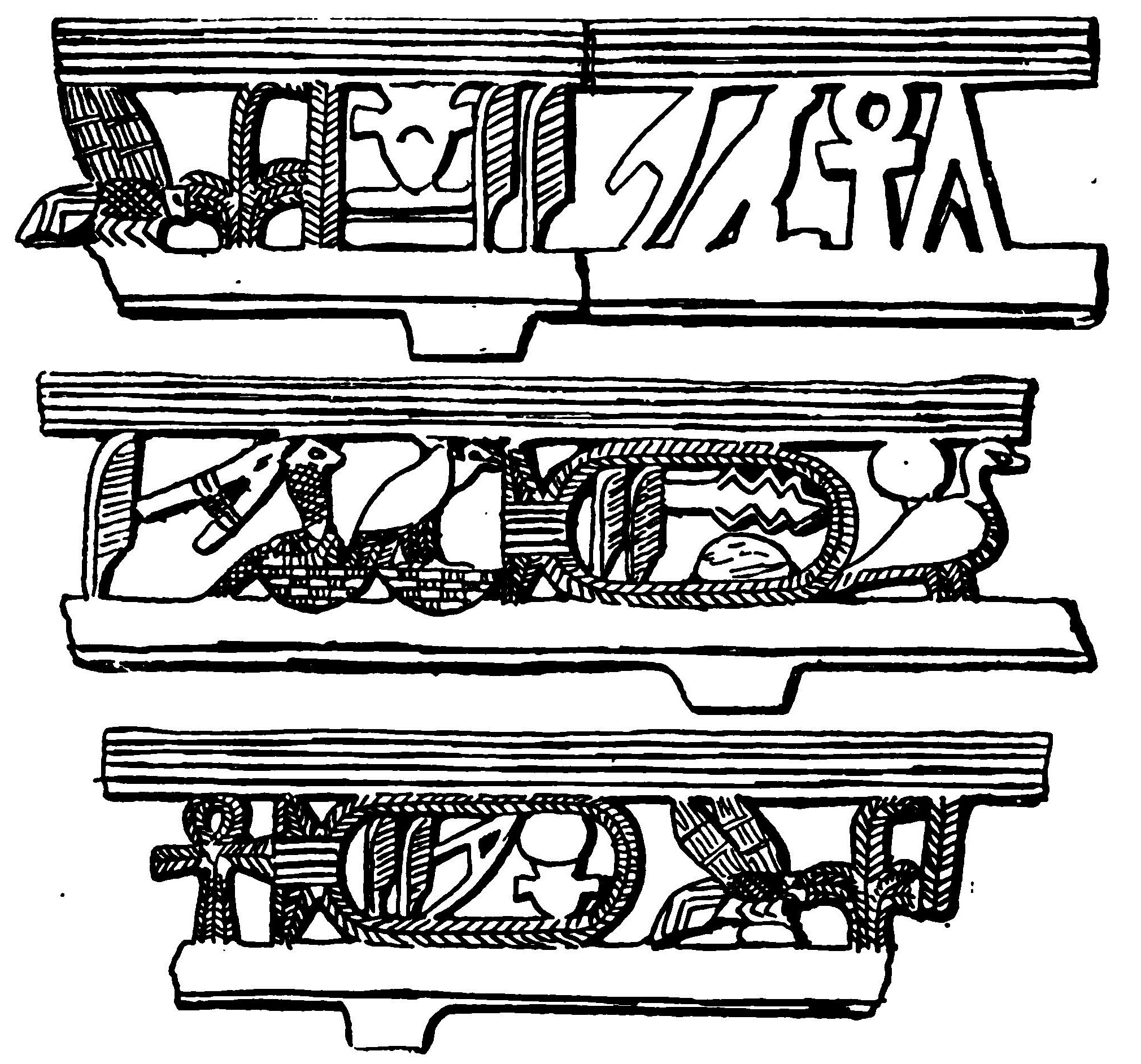
Рисунок вида боковых каёмок бронзового подноса, сделанных в виде царской титулатуры Мериибра Хети

Мы не располагаем сведениями о том, что происходило в те времена в Дельте, но этой областью, вероятно, управляли разные знатные семейства, готовые при  малейшем признаке слабости со стороны фараона избавится от своей зависимости. В Верхнем Египте существовали две влиятельные династии номархов, с которыми фараонам IX династии приходилось иметь дело. Резиденцией одной из них был Сиут (греч. Ликополис, совр. Асьют) — город на полпути между Мемфисом и Фивами. Другая династия — семья Иниотефа, — глава которой Уаханх Иниотеф был царём Юга, жила в городе Фивы. Этот южный правитель был независим от северного фараона настолько, насколько осмеливался. В тот же период князем Сиута был Хети, то есть его звали также, как фараона в Гераклеополе. Он не был связан родственными узами с правящим домом, но при этом оставался в прекрасных отношениях со своим владыкой. Должно быть, фараон считал дружеские отношения с этим номом Среднего Египта делом первостепенной важности, учитывая силу и растущую независимость династии Иниотефа. Этот князь из Сиута рассказывает в надписи из своей гробницы, что правящий дом в Гераклеополе всегда считал его своим другом и что «его учили плавать вместе с царскими детьми», иными словами, он был спутником и товарищем по играм для детей фараона в их самых личных и неформальных развлечениях. Он сообщает, что его правление в Сиуте было мирным и благополучным: проводились крупные ирригационные работы, так что «каждый человек имел воду Нила для удовольствия своего сердца». У него было много зерна, и однажды во время голода он смог раздать зерно своим людям и отменить все налоги. При этом он должен был содержать большую армию и флот из речных судов, принимая во внимание растущую проблему Юга. В конце концов фараон официально назначил его «военачальником Среднего Египта».

### Имена фараона
Фараон принял в качестве тронного имени имя Мериибра, «Любимый сердцем бога солнца», а в качестве хорового имени — Мериибтауи «Любимый сердцем Обеих Земель», оно же было его именем небти.
| G5 |

| G5 |

| U7 · F34 | M17 | M17 | N17 · N18 |

| U7 · F34 | M17 | M17 | N17 · N18 |

| U7 | M17 | M17 | F34 · N17 · N18 |

| U7 | M17 | M17 | F34 · N17 · N18 |

| G16 |

| G16 |

| U7 · M17 · M17 | F34 · N17 · N18 |

| U7 · M17 · M17 | F34 · N17 · N18 |

| G8 |

| G8 |

| ? |

| ? |

| nswt&bity |

| nswt&bity |

| N5 · U7 | M17 | M17 | F34 |

| N5 · U7 | M17 | M17 | F34 |

| N5 · U7 | M17 | M17 | F34 |

| N5 · U7 | M17 | M17 | F34 |

| N5 · U7 | M17 | M17 | F34 |

| N5 · U7 | M17 | M17 | F34 |

| N5 · U7 | M17 | M17 | F34 |

| N5 · U7 | M17 | M17 | F34 |

| N5 · F34 | U6 | M17 | M17 |

| N5 · F34 | U6 | M17 | M17 |

| N5 · F34 | U6 | M17 | M17 |

| N5 · F34 | U6 | M17 | M17 |

| N5 · F34 | U6 | M17 | M17 |

| N5 · F34 | U6 | M17 | M17 |

| N5 · F34 | U6 | M17 | M17 |

| N5 · F34 | U6 | M17 | M17 |

| G39 | N5 |

| G39 | N5 |

| F32 · X1 | M17 | M17 |

| F32 · X1 | M17 | M17 |

| F32 · X1 | M17 | M17 |

| F32 · X1 | M17 | M17 |

| F32 · X1 | M17 | M17 |

| F32 · X1 | M17 | M17 |

| F32 · X1 | M17 | M17 |

| F32 · X1 | M17 | M17 |

| G39 | N5 | F32 · X1 | M17 | M17 |

| G39 | N5 | F32 · X1 | M17 | M17 |

| G39 | N5 | F32 · X1 | M17 | M17 |

| G39 | N5 | F32 · X1 | M17 | M17 |

| G39 | N5 | F32 · X1 | M17 | M17 |

| G39 | N5 | F32 · X1 | M17 | M17 |

| G39 | N5 | F32 · X1 | M17 | M17 |

| G39 | N5 | F32 · X1 | M17 | M17 |

### Место в истории

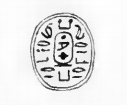
Изображение скарабея фараона Мериибра, который, по мнению Питри, был Мериибра Хети

Некоторые учёные считают Мериибра Хети основателем IX (Гераклеопольской) династии и относят слова Манефона о царе Ахтое, правившем деспотично, охваченном безумием и убитым крокодилом, именно к этому фараону.
Другие египтологи, как Юрген фон Бекерат, относят царствование Мериибры к концу X династии.
| IX династия                  |                                                        |                         |
| Предшественник: Уахкара Хети | фараон Египта ок. 2185 — 2173 до н. э. (правил 12 лет) | Преемник: Небкаура Хети |